# 김책
김책(金策, 1903년 8월 14일 - 1951년 1월 31일)은 일제강점기 조선의 공산주의 독립운동가이자 교육자, 소련의 군인이며, 조선민주주의인민공화국의 군인, 정치인으로, 조선민주주의인민공화국 초대 내각 산업상 겸 민족보위성 부상, 외무성 부상(1948년 9월 2일-1950년 1월 8일)과 내각 부수상을 겸직했다. 동북항일연군의 창건주역의 한 사람이었다. 해방 후 인민군 초기 최고지도부의 한 사람이었다. 1933년 10월 10일 그가 만든 주하항일유격대는 1934년 7월 동북반일유격대에 편입되고, 동북반일유격대는 다시 1936년 8월 1일 동북항일련군 제3군에 편입되어 이때부터는 소련 인민군 장교 신분이었다.
중학교 재학 중 조선공산당 화요파인 동만도지구당 비서 안기성의 권고로 조선공산당에 입당하여 반체제지하청년단체와 조선공산당 지하기관에 참가했으며 1927년 체포되어 서대문 형무소로 수감된 이후 만주지역에서 공산당 조직과 항일운동에 가담했다가 여러번 투옥당했다. 1930년대 이후 만주지역에서 항일 무장 투쟁에 참여하였고, 해방 후에는 김일성을 따라 귀국하여 조선공산당 북조선분국 창설과 김일성 추대 운동을 주도했다.
1946년에는 조선인민군의 창군 활동과 북조선로동당, 조선로동당 창건 주역으로 참여하였다. 1948년 4월의 제1차 남북협상에도 참여하였다. 9월 최고인민회의 1기 대의원에 선거되고 북조선 정부 수립 후 산업상으로 민족보위성 부상과 외무성 부상을 겸직했다. 1950년 전선사령부 사령관이 되었다. 한국 전쟁 당시 조선인민군의 고위 지휘관의 한 사람이었으며 1951년 한국전쟁 중 과로와 심근경색으로 전사하였다. 일설에는 가스 중독 혹은 암살되었다고도 한다.
1951년 2월 19일 함경북도 성진시와 학성군은 그의 이름을 따서 김책시, 김책군으로 이름을 바꾸었다가, 1961년 12월 통합하여 김책시가 되었다. 그밖에 그의 이름을 따서 김책공업대학, 김책제철소, 김책공업지구 등이 설립되었다. 김일성의 최측근이다. 김책이라는 이름은 그를 뛰어난 책사라는 뜻에서 붙인 별명이 이름화되었다. 가명으로는 김책, 김락(金樂), 김인식(金印植), 김인식(金仁植), 김홍인(金洪印), 김동인(金東印), 김인(金印) 등의 이름을 사용하였고, 중국식 이름은 뤄둥센(羅東賢, 나동현)이다. 본명은 김홍계(金洪啓), 자(字)는 홍계(洪啓), 호는 홍계(洪溪)이다.

## 생애

### 생애 초반

#### 소년기
1903년 함경북도 학성군 학상면(鹤上面) 수사리(김책시 옥천동) 봉평촌(棒枰村) 부락의 빈농가의 아들로 출생하였으며, 본명은 홍계였다가 뒤에 김책으로 고쳤다. 형제로는 형 김홍선과 동생들이 있었다. 형 김홍선은 3.1 만세 운동 때 거리에 나가 독립만세도 부르고, 만주의 독립군부대를 따라다니면서 청산리 전투에도 참가했다가 공산주의운동에도 뛰여들었다. 뒤에 형 김홍선은 룡정 동흥중학교에 교사가 되었는데, 그가 교편을 잡고있던 룡정 동흥중학교에 러시아에서 건너온 학생과 접촉하면서 사회주의사상을 받아들였다. 형 김홍선은 녕안현일대에서 공산당 구위로 일하다가 모해를 받고 억울하게 희생되었다. 동생 김홍희 역시 3.1 만세 운동에 참여했다가 서대문 형무소에 투옥되기도 했다.
일제의 강점으로 가족들과 함께 두만강을 건너 중국동북지방으로 이주하였다. 1910년(순종 4년) 10월 가족을 따라 중국 간도 옌지(延吉)의 평강기성촌에 이주하여 거기서 유년시절을 보냈다. 옌지에서 성장하다가 집안 형편이 어려워 지주집 목동으로 보내졌다. 지주집 목동으로 일하면서 공산주의 혁명 서적을 입수, 탐독하여 일찍부터 반일 혁명투쟁 활동에 가담하기 시작했다.
1917년 그는 집안의 중매로 룡정 출신 안경숙과 결혼하였다. 정식교육을 받지 못했지만 야학교에 다녀 글을 배운 뒤, 만주 지린성(吉林省) 룡정촌 동흥중학교에 입학하였다. 동흥중학교 재학 중 그는 중학교의 교사가 되기로 결심했으나 공산주의자가 되었다.

#### 중학교 퇴학
동흥중학교 재학 중인 1926년 겨울 리주화의 소개로 조선공산당 화요파인 만주총국동만도 지구당 책임비서 안기성(安基成)을 찾아갔으며, 안기성과 리주화의 권고로 조선공산당에 입당하였다. 그는 아들 국태와 정태를 처남에게 맡긴 뒤, 처남이 준 소를 팔아 마련한 돈으로 만주로 건너갔다. 이후 반제지하청년단체에서 활동하였고, 연길현 수신향(守信鄕) 지구 세포원으로 봉천, 길림성 일대에서 활동하다가 1927년 10월 제1차 간도공산당 사건으로 조선공산당 지하조직원들을 검거할 때, 일본경찰에 체포되어 경성으로 압송, 경성지방법원에서 재판받아 서대문 형무소에서 복역하고, 동흥중학교에서는 퇴교당하였다. 이후 만주 펑톈, 지린 등에서 여러 차례 투옥되었다 풀려나오기를 반복하면서 무장독립운동에 뛰어들었다. 초기에는 엠엘파와 대립되는 화요파 계열로서 중국공산당 당원이 되어 요직을 맡았고, 이후 동북항일연군에 가담했다.
중국 망명 후 그는 김책, 김락(金樂) 등의 가명을 사용하였고 이후 김인식(金印植), 김인식(金仁植), 김홍인(金洪印), 김동인(金東印), 김인(金印) 등 다양한 가명을 사용하였다. 1927년 4월 7일 조선공산당 재만총국 국원으로부터 조선공산당 북만도지부 집행위원에 천거되었다.

### 항일 독립 운동

#### 조선공산당 조직 운동

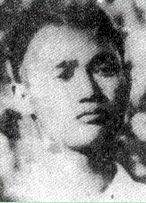
김책 (1920년대 만주에서)

출감 후 북만주 일대에서 항일무장투쟁을 전개하였고, 1928년 1월부터 그해 12월까지 평안북도 고현보통학교 훈도로 채용되어 활동하였다. 1929년부터 1930년까지 영안현의 사립 영안학교 교사가 되었다. 이때 그는 강신태(강건으로 개명)를 만나게 된다. 그는 늘 《신태는 사립학교시절에도 수재로 소문났지요. 그 시절에 벌써 〈삼국연의〉를 뜬금으로 외우더라니까요.》라며 늘 자랑삼아 말하였다. 1930년 5월 30일 발생한 만주 5.30 폭동을 지휘하였다.
1930년 5월 국제공산당의 1국 1당정책과 중국공산당 중앙당에서 편지가 도착, 그 지시에 따라 1930년 7월 27일 김책은 중국공산당에 입당하여 중국공산당 동경성지부 조직간사에 임명되고, 8월 중공 동경성당지부가 중공동경성구위로 되면서 김책은 동경성구위 구위서기를 맡았다. 이때 그는 형 김홍선과 안면이 있던 김일성을 알게 되었다. 1930년 10월 영안현에서 조선공산당원들로 조직된 조선 소비에트 임시정부 주석에 선출되었다. 그러나 만주지역 일본 경찰과 국민당 군대의 대대적 검문검속으로 조선 소비에트 임시정부는 해체되고, 1930년 11월 28일 김책을 비롯한 6명의 공산당원이 중국 국민당 군대에 체포되여 하얼빈 호로군사령부 구류소에 구금되었다. 1931년 9월 길림성 감옥으로 옮겼다가 후에 봉천 심양형무소 감옥으로 넘겨져, 5.30 폭동 배후 조종과 반정부 활동 혐의로 7년 도형을 언도받았다.
그러나 그해 9월 9.18 사변 때 빨찌산 게릴라들이 심양형무소를 습격하여, 김책은 허형식, 리희산 등과 함께 구출되었고, 그는 곧 중국공산당 만주성위원회의 도움으로 하얼빈 빈현 특별당지부 당 서기에 임명되었다.1년간 김책은 빈현의 공산당지부에 조선족과 한족 당원 33명을 포섭하고, 4개의 지부를 신설하였다. 그리고 단원과 함께 항일회를 조직하여 군중들속으로 잠입하여 반일선전을 하였다.
1932년 9월 중국공산당 주하중심현위원회(珠河中心縣委員會) 군사위원이 되었다. 그는 오랜 당원 경력으로 주로 당 정치사업과 교육훈련을 맡아보았다. 1935년 동북인민혁명군 제3군단 제1독립사 제1단 정치부 주임에 임명됐다. 1933년 1월 중공만주성위에서 그를 주하중심현위 위원 겸 마이하동 당지부 서기로 임명했다. 1933년 가을 김책은 리복림과 함께 마이하동에서 천여명의 주민이 참가한 반일 시위행진을 기획하여 성공했다. 그때 시위에 참가한 량재문에 의하면 당시 천여명 시위자는 포위되여 사흘밤낮간 꼼짝 못했지만 굴복하지 않았다고 한다. 후에 김책은 중국공산당 주하중심현위 비서장, 당 주하주심현지부 서기 등 직무를 력임하였다.

#### 만주 항일 무장 투쟁
1933년 10월 10일 주하중심현위 서기로 있으면서 김책은 주하항일유격대를 창건했다. 주하항일유격대 설립 당시 대원은 13명밖에 안 되었지만 김책은 청년들을 포섭하여 1933년 180여명으로 늘었고, 33년 12월 말경 40여명을 추가 모집하여 유격대대로 편성할 수 있었다. 이후에도 계속 장정을 모집하여 1934년 6월 29일 무렵 500명의 대원으로 증가하자 그는 동북반일유격대 합동지대로 이름을 바꾸고 3개 종대와 9개 대대로 개편하였다. 9개 대대에는 다시 27개 중대로 나누었다. 김책은 조상지를 사령으로, 리조린을 정위로, 리복림을 당위서기로 임명하고 자신은 동북반일유격대 합동지대 제3퇀 정치지도원이 되었다가 제2퇀 정치위원, 다시 제1퇀 정치위원을 담임하였다.
1934년 7월 동북반일유격대 합동지대 지대사령부 군수처장이 되고, 1935년 1월 합동지대는 삼고류에서 청년의용군을 받아들인후 동북인민혁명군 제3군으로 조직을 확대시켰다. 당시 산하에 1개 사단과 3개 퇀대를 두었는데 김책이 제2퇀대 정치부 주임, 1935년 3월 1퇀대 정치부 주임직을 맡았다. 1935년 10월 동북인민혁명군 3군이 3개 퇀대에서 5개 퇀대로 증원, 조직이 커지자 김책은 제4퇀대 정치부 주임으로 임명되었는데 퇀대장은 호귀림이고 퇀대의 70여명 병사들은 만주 의란, 벌리 일대에서 활동하였다.
1935년 10월 3군 각 퇀대는 사로 개편되었는데 김책은 제4사 정치부 주임으로 임명되었다. 1936년 6월 4사는 60여명 전사들을 의란, 벌리에 남겨 투쟁을 견지하는외에 나머지 부대는 김책과 호귀림의 인솔하에 제4군의 리연록부대와 같이 보청현으로 원정하였다. 김책은 원정할 때 4군군부와 같이 행동하면서 4군의 정치 사업을 주관하고, 4사는 군사, 정치 면에서 3군의 모범부대로 되었다. 7월 중순경 김책의 동북인민혁명군 4사는 보청현 란화정자동부를 점령하였다.
1936년 봄 김책은 자신의 동북인민혁명군 제3군을 인솔하여 보청, 밀산 등을 공략하여 새로운 유격구를 개척했다. 당시 보청현 일대에는 중국 국민당 출신 반일병사들로 구성된 부대 천덕대라는 부대를 리명순(별명은 천덕)이 지휘하며 일본군과 민병대를 몇 번 습격하여 일정한 전투성과는 올렸으나 천덕대 대원들은 전투력이 낮고, 규률이 산만하며 명령에 제대로 복종하지 않아 골머리를 앓고있었다. 리명순은 김책의 부대에 호감을 갖고 부관 진유재를 파견하여 김책을 찾도록 하였다. 김책을 찾아온 리명순의 천덕대는 스스로 김책의 제3군에 합류하여 3군 4퇀에 편입하였다.

#### 동북항일연군 조직
1936년 5월 조국광복회를 조직하는데 가담했다. 1936년 8월 1일 그가 이끌던 동북인민혁명군 제3군은 정식으로 동북항일련군 제3군으로 개편되면서 산하에 10개 사단을 두었다. 김책은 동북항일연군 제4사단 정치부 부주임직에 임명되었다. 9월 18일 탕원 모아산 3군 피복공장에서 3군, 6군 당위원회와 주하 중심현위, 탕원 중심현위 등이 련석회의(주탕련석회의)를 소집하였다. 회의에서 중공북만림시성위를 성립하고 풍중운을 서기로 하는 7명 상무위원을 선출하고, 조상지를 집행위원회주석으로 하는 15명 집행위원을 선출했으며, 김책은 15명의 집행위원 중 한 사람으로 당선되었다.
1937년 겨울 제7군과 합동하여 우쑤리강 연안에서 일본 관동군을 습격하여 승리하였다.
1937년-1938년에 이르는 쑹화강(송화강) 류역에서의 군사활동에 참여하고, 1939년의 흑룡강성 북안진, 풍락진 전투에서 일본군을 격퇴하였다. 1938년에는 북만주 중화인민지원군 제3군의 정치부 주임이 되었다. 당시 북만주는 동만주와 달리 유격대원 대다수가 중국인이었는데, 그는 이 불리한 조건을 뚫고 북만유격대의 고위 지도자로 성장하였다. 1939년 4월에 열린 중국공산당 북만당대회에서 그는 중국공산당 북만임시성위원회 서기에 선거되었다. 그는 일본군의 만주지역 공산주의 군벌 대토벌 중에도 만주에 마지막까지 남아 항일유격전을 지휘하여 유명해졌다.
1940년 봄에 있은 수룡현 전투에서 일본 관동군을 대파하여 명성을 얻었다. 1940년대 동북항일련군 때 김일성을 다시 만나 같이 행동하였으며 당시 인연으로 공화국 수립후 김일성 주석의 측근이 됐다. 동북항일연군이 소련에 들어와 재편된 소비에트연방 극동군 제88국제여단에도 함께 있었다. 당시 직급은 김일성, 강건, 안길과 동급이었다.

#### 소련군에 입대
1940년 1월과 2월에 열린 동만주 항일유격대 지도자들과 소련 공산당, 소련 인민군과의 회의인 제1차 하바로프스크 회의에 참석, 항일유격대의 소련으로의 이동을 결정하였으나 김책은 마지막까지 소련 이동을 거부하였다. 1940년 가을, 그의 위치가 관동군에 포착, 그가 로금구 심산의 밀영에서 문건을 작성하던 중 농민 차림의 12명이 총을 들고 항일부대를 찾아왔다 하였다. 그들이 비록 농민의 옷차림을 하였으나 언행이 자연스럽지 못하여 김책은 이들을 의심하였다. 이때 밀영 주재지에는 김책과 그의 부인 안경숙, 비서 김창택 등이였으며, 김책은 모르는척 하고 이들을 대하였다. 안방하상류에 주둔해 있는 3로군 총참모장 허형식은 소진붕 외 경성부의 일본군 12명 특무가 로금구 성위 주재지에 잠입했다는 정보를 전달해주었다. 다음날 저녁 교통원 유란각이 700여리의 길을 뛰어 달려와 로금구 성위주재지에 도착하여 비밀리에 김책에게 급보를 전했다. 김책은 허형식의 교통원 유란각과 대책을 상론한 후, 12명에게 식사하러 가자고 유인하여 권총을 내려놓고 이동하게 한 뒤 무기를 압수하고 모두 생포했다. 1941년 7월 10일 만주 로금구 체류 중, 소련군 제3로군 정위에 임명되었다.
1942년 3월 19일 소련군 제3로군 총지휘부에서는 김책이 발에 상처가 있어서 활동이 불편하므로 우천방을 김책의 대리자로 보내고 김책은 소련에 돌아와 휴식하도록 하였다. 소비에트 인민군에서도 그의 소련 이동을 요구하였지만 그는 계속 거부하다가 일본 관동군의 검문, 검속, 토벌로 부대 전력이 극도로 약해지자 1943년 10월부터 만주에서 철수를 시작, 소련으로 넘어갔다. 1944년 1월 쏘련 동북항일연군 교도려단(다른 별칭은 소련 인민군 제88보병려단 혹은 8641보병특별려단)에 합류하였다. 이미 소련 인민군은 동북항일연군 교도려단을 결성할 때부터 그를 위해서 제3영 정치위원의 자리를 공석으로 비워 놓고 있었다. 이때부터 그는 소련 인민군 및 소련 공산당과 빈번하게 연락했고, 항일련군 교도려 야영에서 김책은 중국공산당동북위원회 위원 겸 동북항일련군 교도려 제3영 정치위원과 제3영 제1지대 정치위원으로 사업했다. 1945년 7월 말 조선에서의 해방 사업과 당건설을 목적으로 김일성, 최용건과 함께 교도려 내에서 조선공작단을 만들고 김일성을 단장으로 선출했다.
1945년 5월 당시 소련군 내의 조선인 병사 중 김책과 이동화가 소령이었고, 김일성은 대위였다. 그러나 김책은 자신보다 보천보 전투로 유명해진 김일성을 만주 빨치산의 지도자로 추천하고 그에게 충성을 맹약했다.

### 해방과 북조선 건국 활동

#### 해방과 귀국

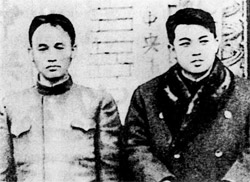
중앙인민위원회에서 김일성과 김책 (1947년 2월)

일본 패망 후 1945년 9월 19일 김일성과 함께 배편으로 귀국, 이후 김일성의 비밀 정치공작 사업을 도왔다. 조선공산당 중앙위원회 정치국위원을 시작으로, 1946년 평양정치군사학원 원장이 되었다. 이후 북조선인민위원회 부위원장, 1948년 북조선로동당 중앙위원회 위원, 평양학원 초대 원장 등을 지냈다. 김책은 지위는 김일성보다 낮았으나, 나이는 열 살 이상 많은 데다 경력도 뒤지지 않았다. 그러나 리더는 김일성이었고, 최용건과 김책은 김일성에게 절대 충성을 바친다. 김책의 김일성에 대한 지지는 대단했던 것으로 알려지고 있다. 그는 1920년대 조선공산당의 양대파벌 중 하나였던 화요회파와 연계되어 일찍이 만주의 조선공산당 만주총국에 참가했던 김책은 당시 공산주의자로서의 경력도 결코 만만치 않았다. 김책은 당시 공산주의 활동가들과 조선공산당 북조선분국 내에서도 상당한 발언권을 갖고 있었고, 그의 지지는 김일성에게 큰 힘이 되었다. 이후 그는 조선인민군의 최고 지휘관의 한 사람이 되었다.
1945년 9월 19일 김일성과 함께 연해주에서 배편으로 출항, 원산항으로 귀국했다. 9월 22일 평양에 도착, 당시 평양과 함흥에서는 경성부에서 조직되는 조선공산당을 수뇌부로 받들어야 된다면서 서울중앙론을 내세웠다. 그러나 장안파 조선공산당과 재건파 조선공산당 간의 갈등은 계속되었고, 김책은 함흥시내에 "우리 민족의 영명한 령도자 김일성 장군 만세!"라는 구호를 적은 벽보를 대량 인쇄해 붙이고 원산, 흥남, 평양 등에도 전단지를 돌렸다. 그후 조선공산당 준비위원이었던 현준혁이 해방 전 암살되면서 조선공산당의 초대 지도자로 내정된 김용범이 병석에 눕자, 김책은 조선공산당 북조선분국과 군사 분야에 두루 관여하며 김일성을 북조선 최고 지도자로 옹립하는 역할을 하였다.

#### 김일성 추대 운동
소련 군정에 의해 1945년 10월 14일 평양에서 70,000 여 명의 군중이 참여한 가운데 '조선해방축하집회'의 개최를 준비하였다. 1945년 10월 21일에는 보안대 지휘관이 되었다. 그는 원산, 평양, 함흥, 남포 각처에 사람을 보내 김일성의 활동 홍보와 선전물 인쇄 살포, 김일성 추대 운동을 벌였다.
1945년 10월 10일 조선공산당 북조선분국 중앙조직위원회 준비위원이 되고, 10월 13일 조선공산당 북조선분국이 결성되자, 조선공산당 북조선분국 집행위원의 한 사람에 선출되어 김일성을 도와 사업하였다. 1946년 1월 평양대학이 개교하고 김일성이 명예총장, 김책이 총장이 되었다. 1946년 2월 평양에서 조선인민군이 창건되자 지휘관의 한 사람이 되고, 같은 2월 8일 북조선 최초의 인민군 군간부 양성소인 평양군사학원이 설치되면서 평양군사학원 원장에 임명되었다. 김용범이 와병으로 직무수행이 어려워지자 그는 김일성 추대 운동을 하는 한편 소련군 지도자들에게 김일성을 지원해줄 것을 꾸준히 호소, 설득하였다.
1946년 3월 1일 대한민국 임시정부의 정치공작대와 염동진의 백의사는 최용건의 집과 김책의 집에도 습격·폭탄을 던졌으나 성공하지 못했다. 정치공작대는 공산당 중추부에 공격을 가해 반탁 우익 진영 인사들의 사기를 고무시키고 정치활동을 돕기 위해 월남한 20대 전후의 청년들로 구성된 요원들을 평양에 파견했다. 정치공작대 요원들은 김일성, 최용건, 김책, 강량욱 등 "친소 스탈린주의자들을 처단"하기 로 합의하였다. 당시 집에 부재중이었던 김책은 폭탄을 피할 수 있었다.
1946년 8월 북조선공산당이 북조선신민당과 통합하여 북조선로동당으로 결성되자 참여, 김책은북조선로동당 중앙위원회 위원 겸 당 상무위원회 위원으로 선출되었다. 1946년 2월 북조선임시인민위원회가 북조선인민위원회로 개편되자, 인민위원회 위원에 선출되고 바로 북조선인민위원회 공동 부위원장의 한 사람에 선출되었다. 1947년 북조선인민위원회 민족보위부장을 겸직하였다.

#### 북조선 정부 수립

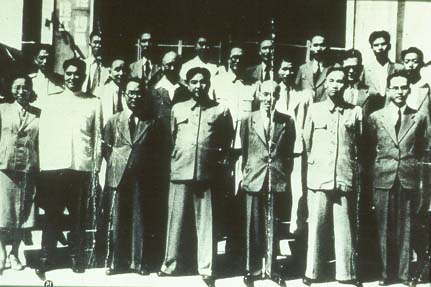
1948년 9월. 조선민주주의인민공화국 초대 내각 사진의 김책(부수상 겸 산업상, 앞열 오른쪽에서 두 번째)

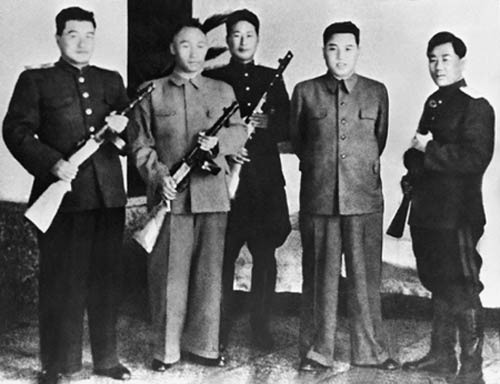
평양에서 생산된 최초의 따발총을 수여받은 최용건, 김책, 김일, 강건

1948년 2월 북조선인민위원회가 선거되자 초대 인민위원의 한사람으로 선출되고, 인민위원회 민족보위국 초대 국장에 선출, 겸직했다.
1948년 4월 남북협상(전조선 제정당사회단체 대표자 연석회의)에 조선민주주의인민공화국측 대표자의 한사람으로 참석하였고, 6월 남북 로동당이 통합되어 조선로동당이 결성되자 그는 로동당 정치위원에 선거되었다. 9월 공화국 내각수립후 부수상 겸 산업상을 역임하는 등 1948년 9월 2일 최고인민회의 제1기 대의원 선거에 당선되고, 9월 2일 최고인민회의 1기 대의원 회의에서 내각 산업상과 민족보위성 부상에 선출되었다. 그는 산업상으로 민족보위성 부상을 겸직하였고, 리강국과 함께 외무성 부상에도 임명되어 겸직했다. 그는 조선민주주의인민공화국 정권 초기, 정권의 핵심으로 활동했다.
그는 광복 후 복잡한 정세 속에서도 혁명송가 《김일성장군의 노래》와 장편 서사시 《백두산》을 창작완성하였다. 1948년 8월의 제2차 전조선 제정당사회단체 대표자 연석회의에도 참여하였다. 1948년 9월 조선민주주의인민공화국 내각이 설립되자 김책은 내각 부수상 겸 산업상이 되고 민족보위성 부상도 겸무하였다. 1949년 6월 남조선로동당과 북조선로동당이 합당하여 통합 조선로동당이 결성되자 그는 당 중앙위원회 정치위원회 위원에 선출되었다. 1950년 조선인민군 군사위원회 위원이 되었다.

#### 한국전쟁과 최후

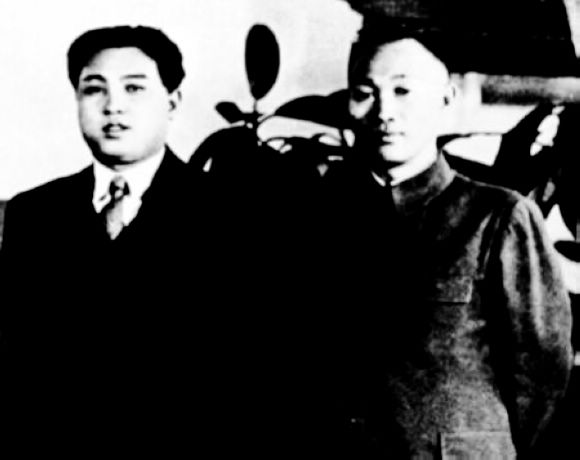
김일성과 김책 (1951년 1월)

군사위원회 위원으로 한국 전쟁을 맞았으며, 1950년 6월 한국 전쟁이 발발하면서 인민군 전선사령관을 겸하여, 군사위원회 위원 및 전선사령부 사령관으로 참전하여 서울까지 내려왔다.
1950년 9월 강건의 전사 후, 조선인민군의 혼란 수습과 지휘권을 최용건과 함께 맡았던 김책은, 미군의 공습이 계속되고 조선인민군이 후퇴하면서 최용건 등 다른 지휘관들은 평양 북방으로 피신하게 하고 홀로 평양을 지키겠다고 자처하였다. 전쟁 중이던 1951년 1월 31일 평양의 최전선에서 과로로 전사했다. 또는 평양의 지하 방공호에서 과로와 심근경색 또는 미 공군 비행기 폭격을 받고 폭격 중 연탄 가스(일산화탄소) 가스 중독으로 급사했다고도 하며, 권력 투쟁 중 암살당했다고도 한다. 그는 사망 당시 군사위원회 위원 겸 전선사령부 사령관이며 내각 부수상 겸 산업상과 민족보위성 부상, 외무성 부상을 겸직하고 있었다. 일설에는 1월 30일에 사망했다는 설도 있다.
사망 직후 김일성, 최용건, 박헌영이 직접 그의 관을 메고 장례식을 주관했고, 이때 최용건은 현장에서 통곡하며 오열하였다. 생전 김책을 사석에서 형님이라 부르던 김일성은 김책의 전사 소식을 듣고 오랫동안 괴로워했다 한다. 김일성 수상은 바로 그가 부수상으로 재직하던 당시의 내각집무실 전체를 통째로 옮겨서 평양전승기념사적관에 보관하도록 지시하였다. 그의 시신은 가매장했지만 한국전쟁 중 잃어버려, 조선로동당 당창건 30돐을 맞이하는 1975년 10월 10일 평양 대성산의 대성산 혁명렬사릉에 그의 가묘를 세우고 반신상을 세웠다.

### 사후

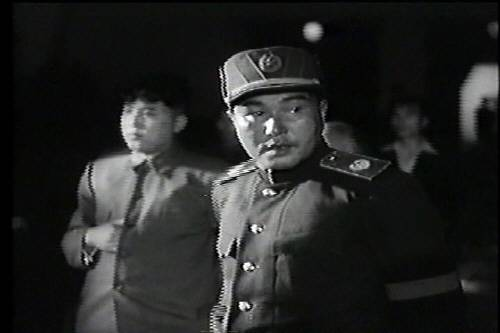
김일성 수상과 최용건 민족보위상, 1951년 2월 1일 김책 장례식

조선인민군 전선사령관직은 곧 전선사령부 참모장인 김웅(金雄)이 맡았다. 사후에 공화국영웅 칭호를 받았으며, 국기훈장 제1급을 추서하였다. 최고인민회의는 그의 사후 업적을 기리기 위하여 도시, 공업지구, 학교 등에 그의 이름을 붙였는데, 김책의 고향인 성진을 개명한 김책시, 청진제철소를 개명한 김책제철소와 평양의 김책공업종합대학 등 시설물에 그의 이름을 명명한 것이다. 신설된 혁명 유자녀 군사학원은 유자녀 김책 군사학원이라 이름하였다. 1948년 9월에 설립된 김일성종합대학 중 공학 계통 학과들을 따로 분리하여 신설한 평양공과대학은 1951년 그의 이름을 따서 김책공대로 이름을 바꾸었다. 조선인민군 육군 제4보병사단은 특별히 김책제4보병사단으로 명명되었다.
함경북도 학성군은 김책군(현재의 김책시)으로 이름을 바꾸었는데, 1951년 2월 함경북도 성진시와 학성군은 그의 이름을 따서 김책시, 김책군으로 이름을 바꾸고 학성면은 김책읍(邑)으로 이름을 바꾸었다. 뒤에 시군을 통폐합하여 김책시가 되었다. 유자녀 군사학원은 유자녀 김책군사학원으로, 인민군 제2정치군관학교는 김책군관학교로, 인민군 서울근위 제4사단은 김책 서울근위 제4단으로 이름을 바꾸었다.
1962년 10월 23일 제1부총리에 추서되었다.
1968년 8월 29일에는 김책시에 김책동상 제막식을 하였다. 김일성 주석이 이때 직접 참석하였다. 아들 김정태는 1968년 박정희를 암살할 목적으로 군사분계선을 넘어가 '1·21 사건'을 일으켰으나 실패하고 좌천되었다.
1990년 8월 15일 조선민주주의인민공화국에서 조국통일상이 추서되었다. 한편 김일성주석은 생전에 애용하던 금고에 수많은 사진들 가운데서 김책과 함께 찍은 한장의 사진만이 보관되여있었다. 10월 15일 당 창건 30돐을 기념하여 혁명렬사릉에 그의 반신상이 세워졌다.

## 작품
- 노래 《김일성장군의 노래》
- 장편 서사시 《백두산》

## 가족 관계
김책의 장남인 김국태는 당 선전선동부장 시절 김성애 제거에 앞장섰으며, 당역사연구실을 김일성역사연구실로 개편하고 김정일 초상화를 김일성 초상화와 동열에 놓도록 하는 등 김정일 후계체제확립에 헌신한 인물이다. 김국태는 당 간부부장과 조직지도부장, 김일성정치학교 교장을 역임했다. 김정태는 1968년 1.21 사태에 가담, 박정희를 암살하려 했다가 실패했다.
- 형 : 김홍선(金洪善, ? ~ 1933년 7월[18])
- 동생 : 김홍희(金洪熙, 다른 이름은 김중희(金重熙) 또는 김종희)
- 부인 : 안경숙(安慶淑)
- 아들 : 김국태(金國泰, 1924년 8월 27일 ~ 2013년 12월 13일)
  - 손자 : 김광일
  - 손녀 : 김문경
  - 손녀사위 : 리흥식, 외무성 근무
- 아들 : 김정태(金正泰, ? ~ 1987년 11월), 민족보위성 정찰국장 인민군 중장
- 아들 : 김신태(金信泰) - 강건의 본명을 따서 지었다.

## 최종 학력
- 1927년 10월 만주 동흥중학교 중퇴

## 수상 경력
- 1951년 국기훈장 제1급
- 1951년 조선민주주의인민공화국 공화국영웅
- 1968년 9월 1일 조선민주주의인민공화국 공화국영웅(2중 영웅)
- 1990년 8월 15일 조선민주주의인민공화국 조국통일상

## 평가
김책은 탁월한 수완가라 한다. 김책동지는 항일투쟁에서나 조국전쟁에서나 경제건설에서나 발군의 조직적 수완을 발휘하며 주어진 과업을 언제나 책임적으로 완수하였습니다. 김책동지가 없는 북만유격대와 전선사령부, 해방직후의 경제건설은 생각할 수 없다는 평가가 있다.
그는 김일성 주석의 사상과 로선을 지키고 명령지시를 관철하는 길에서 추호의 양보나 타협을 몰랐으며 오직 절대성,무조건성만을 확고한 신념으로 간직하였다. "주석의 령도밑에 김책은 유능한 유격대지휘관으로서 군사정치활동을 능숙하게 조직진행하여 일제를 격멸하고 조국을 해방하는데 커다란 공헌을 하였다."는 평가와 "해방 후 그는 함흥 거리를 《김일성 장군 만세!》의 구호로 일색화하여 전체 시민이 수령칭송의 감정으로 들끓게 하였고 불멸의 혁명송가 《김일성장군의 노래》를 창작 완성하도록 창작가들을 이끌어주어 주석의 절대적인 권위를 보장하는데서 빛나는 공헌을 하였다."가 있다.

## 참고자료
- 김홍계(金洪桂) 판결문 : 경성지방법원	1928.12.27 독립운동판결문, 국가기록원

징역 1년 6월, 미결구류일수중 150일 본형에 산입
나이 26세, 본적이 咸鏡北道 城津郡 鶴上面 水使洞이므로 김책이 맞음. 안기성, 이주화도 같이 나옴.
- 朝鮮治安維持法違反事件判決 (一) : 高等法院檢事局 공훈전자사료관

p.75 間島共産黨事件 判決 : 위와 같은 판결문
- [주간조선] 김일성 측근 4인방 수기 이력서 발견 조선일보 2020.01.12.

소련으로 넘어간 1941년 1월 작성된 김책의 이력서가 있음

## 같이 보기
| - 동북항일연군 - 88여단 - 김책종합대학 - 한국전쟁 - 김일성 - 김일 - 김혁 - 최용건 - 김무정 - 강건 - 오성륜 | - 김일성 장군의 노래 - 김두봉 - 김원균 - 강량욱 - 김원봉 |

## 기타
평양의 통일전선 탑에서 1948년 5월 2일 남북제정당 사회단체 연석회의가 열렸다. 돌에 시겨진 이름을 보면 김책, 김구 등의 이름이 있었다.
김일성 주석의 집무실에는 작은 쇠 금고가 하나 있었다. 조선로동당 간부와 일반인 모두 그 안에는 대단한 보물이 있을 것이라고 예상했다. 그러나 1994년 김일성 주석이 사망한 후 김정일 국방위원장이 그 금고를 개봉하자 금고 안에는 작은 상자가 있고, 그 안에 누렇게 변한 옛날의 김책과 자신이 찍은 사진이 하나 있었다.
허헌과 친분이 있어 가깝게 지냈으며 허헌은 김책이 이름을 김홍계에서 김책으로 바꾼 뒤에도 김홍계 선생이라 불렀다. 그는 이름의 한자를 바꿔서 아호로 사용하였다.

## 김책을 연기한 배우들

### 텔레비전 드라마
- 백인철 - 《제1공화국》, MBC 드라마 (1981년)
- 김흥기 - 《여명의 그날》, KBS1 드라마 (1990년)
- 전병옥 - 《야인시대》, SBS 드라마 (2003년)
- 심우창 - 《서울 1945》, KBS 드라마 (2006년)

### 영화, 연극
- 채기영 - 《한 장의 사진》, 북조선 영화 (2003년)

## 참고 자료
- 김일성 (1992). 〈제1부 항일혁명편, 제23장 국제반제연량과 연합하여 - 2. 혁명가 김책〉. 《세기와 더불어》. 평양: 조선로동당출판사.
- 오늘의조국사, 《금수강산 125-136호》 (오늘의조국사, 2000)
- 허형식, 감옥에서 평생동지를 만나다 오마이뉴스 2015년 1월 31일
- 정치사전 1(과학, 백과사전출판사, 1 9 8 5)
- 구국전선
- 혁명렬사 김책동지의 반신상에 화환 진정 보관됨 2019-01-04 - 웨이백 머신 주체100(2011)년 2월 1일 로동신문
- 당의 사상과 령도에 끝없이 충실한 김책형의 일군이 되자 - 조선로동당 중앙위원회 책임일군들과 한 담화 주체90(2001)년 1월 31일
- 혁명가 김책